# Cis cornelli
Cis cornelli es una especie de coleóptero de la familia Ciidae.

## Distribución geográfica
Habita en Carolina del Norte y Florida.